# AZS Białystok
AZS Białystok – polski kobiecy akademicki klub siatkarski z Białegostoku. W latach 2006-2013 zespół występował w ORLEN Lidze.

## Historia

### Miejsca w PlusLidze Kobiet
1. Sezon 2006/2007 - miejsce 9, wygrane baraże, najpierw z Gwardią Wrocław, następnie z Wisłą Kraków.
2. Sezon 2007/2008 - miejsce 9, wygrane baraże, najpierw z GBC Centrostal Bydgoszcz, Wisłą Kraków.
3. Sezon 2008/2009 - na zakończenie sezonu zasadniczego 2008/2009 zespół zajął 7. miejsce.
4. Sezon 2009/2010 - na zakończenie sezonu zasadniczego 2009/2010 zespół zajął 7. miejsce.
5. Sezon 2010/2011 - miejsce 9, wygrane baraże z Sandeco EC Wybrzeże TPS Rumia, następnie z KS Piecobiogazem Murowana Goślina
6. Sezon 2011/2012 - miejsce 9, wygrane baraże z KPSK Stal Mielec, następnie z KS Piecobiogazem Murowana Goślina

## Kadra zespołu

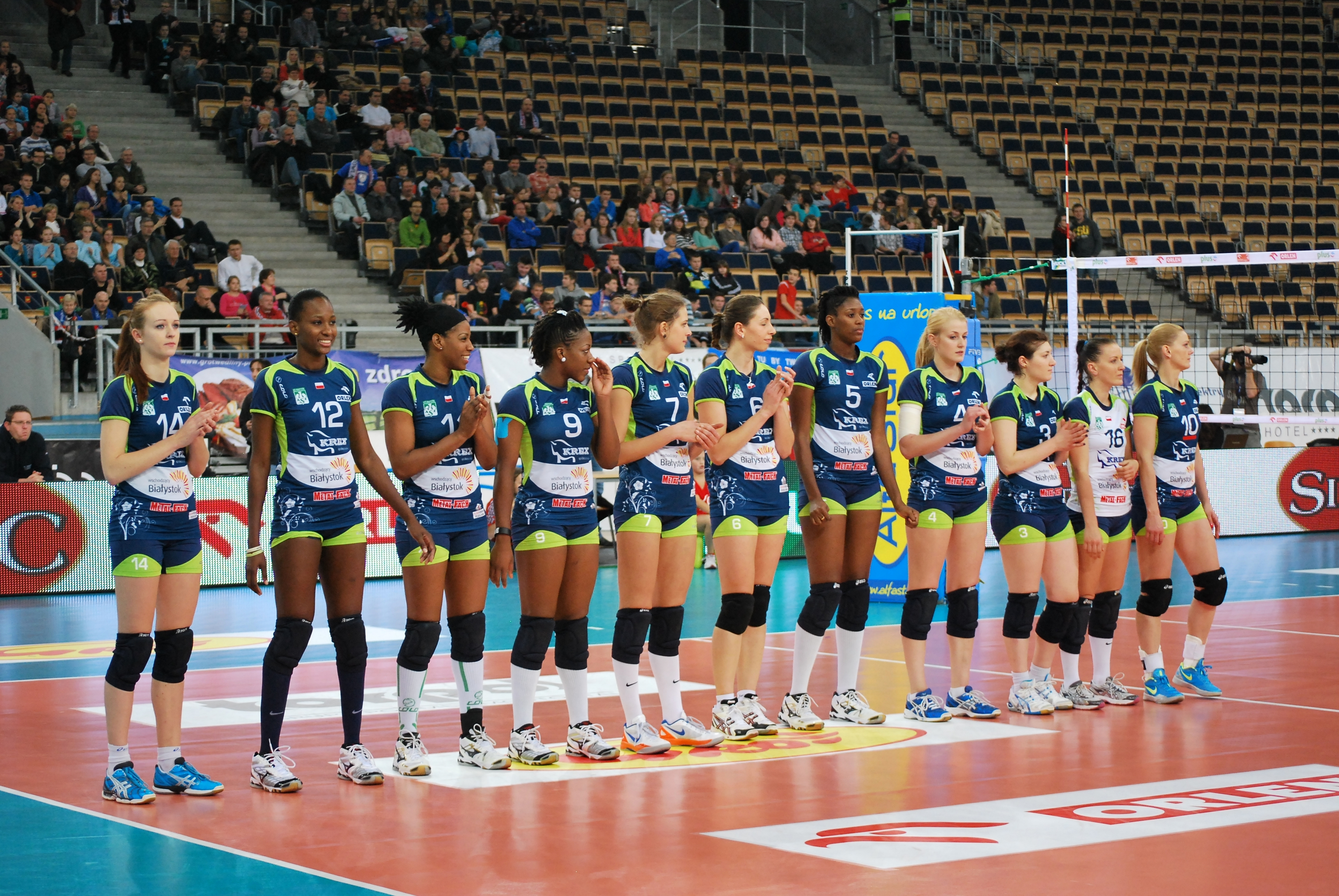
Zawodniczki AZS-u Białystok w sezonie 2012/2013

### sezon 2012/2013
- Pierwszy trener:  Jacek Malczewski
- Trener przygotowania fizycznego:  Maciej Czajka
- Fizjoterapeuta:  Rimas Lewkiewicz
- Statystyk:  Krzysztof Żabiński

| Numer | Nazwisko            | Rok Urodzenia | Wzrost | Pozycja      |
| ----- | ------------------- | ------------- | ------ | ------------ |
| 1     | Żaneta Kokoszka     | 1994          | 1,84   | przyjmująca  |
| 2     | Marta Kutikow       | 1993          | 1,63   | libero       |
| 3     | Ewelina Polak       | 1993          | 1,74   | rozgrywająca |
| 4     | Natalia Kurnikowska | 1992          | 1,84   | przyjmująca  |
| 7     | Laura Tomsia        | 1992          | 1,90   | atakująca    |
| 8     | Anna Łozowska       | 1993          | 1,83   | środkowa     |
| 11    | Rheeza Grant        | 1986          | 1,82   | przyjmująca  |
| 12    | Krystle Esdelle     | 1984          | 1,91   | atakująca    |
| 14    | Sylwia Chmiel       | 1991          | 1,85   | przyjmująca  |
| 16    | Angelika Bulbak     | 1991          | 1,72   | libero       |

### sezon 2011/2012

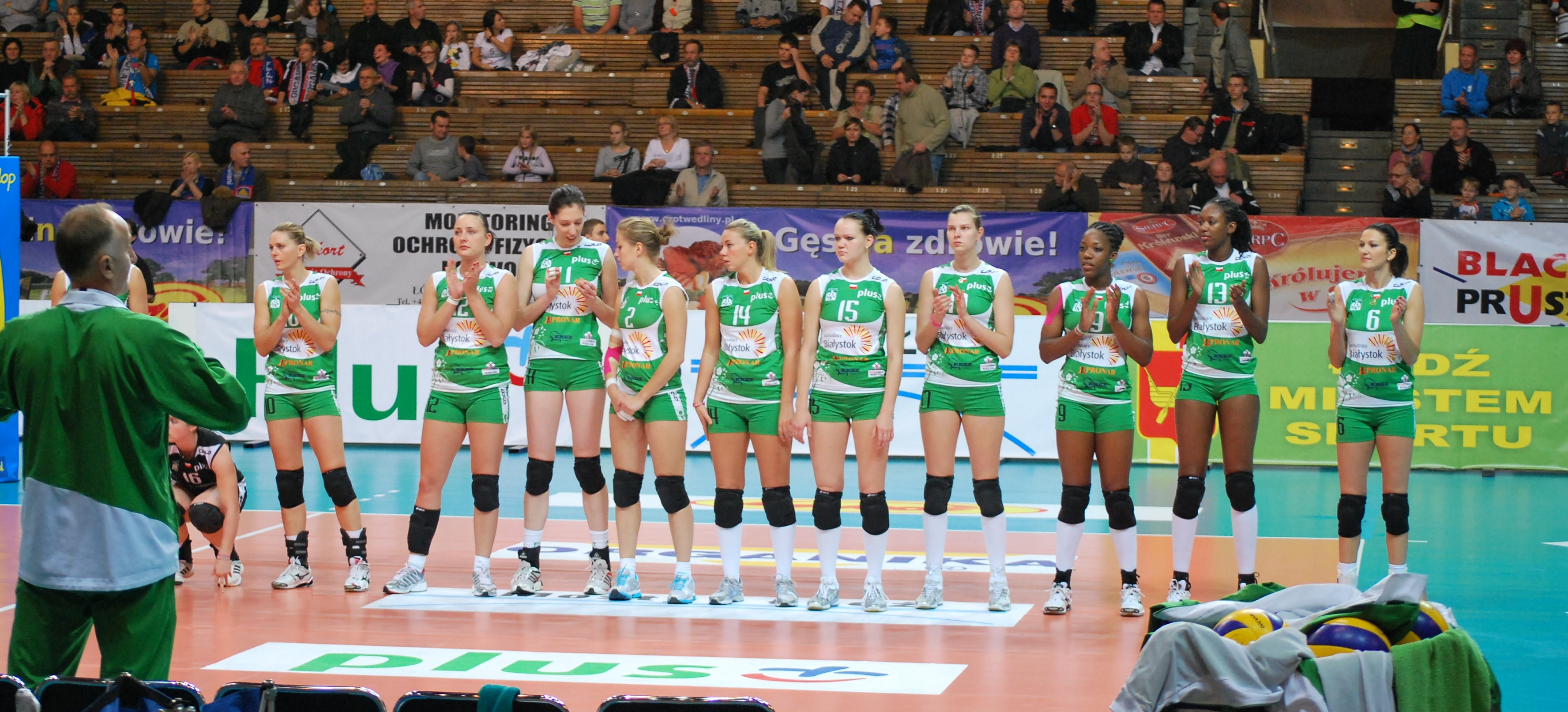
Zawodniczki AZS-u Białystok w sezonie 2011/2012

- Pierwszy trener:  Czesław Tobolski
- Drugi trener:  Uładzimir Wiarciełka
- Trener odnowy:  Victar Pratasenia
- Statystyk:  Krzysztof Żabiński

| Numer | Nazwisko             | Rok Urodzenia | Wzrost | Pozycja      |
| ----- | -------------------- | ------------- | ------ | ------------ |
| 2     | Małgorzata Właszczuk | 1993          | 1,80   | przyjmująca  |
| 3     | Małgorzata Cieśla    | 1986          | 1,86   | atakująca    |
| 5     | Joanna Szeszko       | 1974          | 1,82   | przyjmująca  |
| 6     | Dominika Sieradzan   | 1980          | 1,80   | przyjmująca  |
| 8     | Anna Łozowska        | 1993          | 1,84   | środkowa     |
| 9     | Channon Thompson     | 1994          | 1,80   | przyjmująca  |
| 10    | Ewa Cabajewska       | 1978          | 1,76   | rozgrywająca |
| 11    | Dominika Kuczyńska   | 1981          | 1,96   | środkowa     |
| 12    | Aleksandra Kruk      | 1987          | 1,81   | przyjmująca  |
| 13    | Sinead Jack          | 1993          | 1,90   | środkowa     |
| 14    | Lucie Mühlsteinová   | 1984          | 1,81   | rozgrywająca |
| 15    | Ksienija Sizowa      | 1989          | 1,83   | przyjmująca  |
| 16    | Agata Durajczyk      | 1989          | 1,70   | libero       |
| 17    | Jelena Kowalenko     | 1988          | 1,90   | przyjmująca  |

### sezon 2010/2011

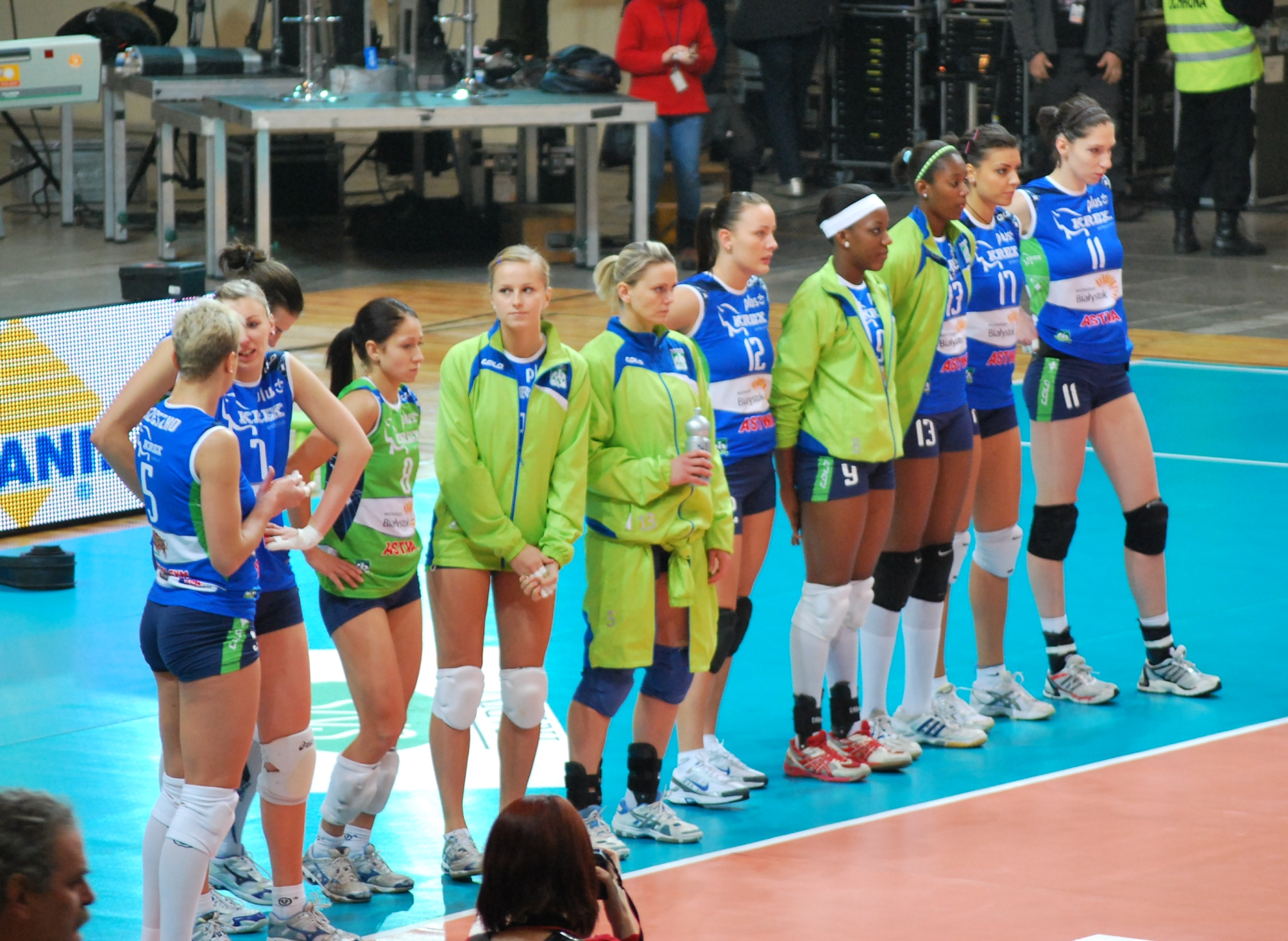
Zawodniczki AZS-u Białystok w sezonie 2010/2011

- Pierwszy trener:  Wiesław Czaja
- II trener:  Szymon Zejer
- Trener odnowy:  Piotr Bitdorf
- Statystyk:  Krzysztof Żabiński

| Numer | Nazwisko               | Rok Urodzenia | Wzrost | Pozycja               |
| ----- | ---------------------- | ------------- | ------ | --------------------- |
| 2     | Małgorzata Właszczuk   | 1993          | 1,80   | przyjmująca           |
| 3     | Małgorzata Cieśla      | 1986          | 1,86   | atakująca             |
| 5     | Joanna Szeszko         | 1974          | 1,82   | przyjmująca           |
| 6     | Katarzyna Możdżeń      | 1989          | 1,83   | przyjmująca           |
| 7     | Magdalena Godos        | 1983          | 1,81   | rozgrywająca          |
| 8     | Magdalena Saad         | 1985          | 1,68   | libero                |
| 9     | Channon Thompson       | 1994          | 1,80   | przyjmująca           |
| 10    | Ewa Cabajewska         | 1978          | 1,76   | rozgrywająca          |
| 11    | Dominika Kuczyńska     | 1981          | 1,96   | środkowa              |
| 12    | Aleksandra Kruk        | 1987          | 1,81   | przyjmująca           |
| 13    | Sinead Jack            | 1993          | 1,90   | środkowa              |
| 14    | Anca Martin            | 1982          | 1,86   | przyjmująca           |
| 15    | Anna Klimakowa-Beskova | 1986          | 1,92   | atakująca             |
| 16    | Katarzyna Żylińska     | 1983          | 1,86   | środkowa              |
| 17    | Daiana Mureșan         | 1990          | 1,91   | przyjmująca/atakująca |
| 18    | Edyta Rzenno           | 1983          | 1,88   | środkowa              |

### sezon 2009/2010
- Pierwszy trener:  Wiesław Czaja
- II trener:  Szymon Zejer
- Trener odnowy:  Piotr Bitdorf
- Statystyk:  Krzysztof Żabiński

| Numer | Nazwisko             | Rok Urodzenia | Wzrost | Pozycja      |
| ----- | -------------------- | ------------- | ------ | ------------ |
| 1     | Agnieszka Starzyk    | 1984          | 1,79   | przyjmująca  |
| 2     | Małgorzata Właszczuk | 1993          | 1,80   | przyjmująca  |
| 3     | Małgorzata Cieśla    | 1986          | 1,86   | atakująca    |
| 4     | Weseła Bonczewa      | 1990          | 1,90   | rozgrywająca |
| 5     | Joanna Szeszko       | 1974          | 1,82   | przyjmująca  |
| 6     | Katarzyna Kalinowska | 1983          | 1,86   | środkowa     |
| 7     | Magdalena Godos      | 1983          | 1,81   | rozgrywająca |
| 8     | Magdalena Saad       | 1985          | 1,68   | libero       |
| 9     | Ilona Gierak         | 1988          | 1,82   | przyjmująca  |
| 10    | Katarzyna Wysocka    | 1979          | 1,82   | środkowa     |
| 11    | Paulina Gajewska     | 1985          | 1,70   | rozgrywająca |
| 15    | Marta Wójcik         | 1985          | 1,80   | środkowa     |
| 17    | Natalija Zemcowa     | 1984          | 1,85   | środkowa     |

### sezon 2008/2009
- Pierwszy trener:  Dariusz Luks
- II trener:  Rafał Prus
- Trener odnowy:  Piotr Bitdorf
- Menadżer:  Wojciech Piotrowski

| Numer | Nazwisko             | Rok Urodzenia | Wzrost | Pozycja      |
| ----- | -------------------- | ------------- | ------ | ------------ |
| 1     | Agata Pura           | 1978          | 1,88   | przyjmująca  |
| 2     | Anna Manikowska      | 1986          | 1,76   | rozgrywająca |
| 3     | Marlena Mieszała     | 1977          | 1,87   | środkowa     |
| 4     | Katarina Truchanova  | 1984          | 1,81   | przyjmująca  |
| 5     | Joanna Szeszko       | 1974          | 1,82   | przyjmująca  |
| 6     | Katarzyna Kalinowska | 1983          | 1,86   | środkowa     |
| 7     | Katarzyna Walawender | 1982          | 1,78   | przyjmująca  |
| 8     | Magdalena Saad       | 1985          | 1,68   | libero       |
| 9     | Ilona Gierak         | 1988          | 1,82   | przyjmująca  |
| 10    | Dominika Koczorowska | 1983          | 1,88   | środkowa     |
| 11    | Lucie Mühlsteinová   | 1984          | 1,81   | rozgrywająca |
| 12    | Izabela Żebrowska    | 1985          | 1,89   | atakująca    |

## Transfery
| Przychodzą | Odchodzą |
| Sezon 2012/2013 | Sezon 2012/2013 |
| --- | --- |
| - II trener Jacek Malczewski - Ślepsk Suwałki - Rheeza Grant - University - Natalia Kurnikowska - PLKS Pszczyna - Laura Tomsia - AZS KSZO Ostrowiec Świętokrzyski - Krystle Esdelle - Schweriner SC - Sylwia Chmiel - AZS KSZO Ostrowiec Świętokrzyski - Ewelina Polak - Sparta Warszawa - Angelika Bulbak - Sparta Warszawa - Marta Kutikow - PLKS Pszczyna - Edyta Rzenno - AZS UE Kraków - Żaneta Kokoszka                                                | - II trener Uładzimir Wiarciełka - Dominika Sieradzan - Muszynianka Muszyna - Lucie Mühlsteinová - PSPS Chemik Police - Aleksandra Kruk - Budowlani Łódź - Jelena Kowalenko - Urałoczka Jekaterynburg - Ksienija Sizowa - Urałoczka Jekaterynburg - Agata Durajczyk - Budowlani Łódź - Małgorzata Właszczuk - Małgorzata Cieśla - Siódemka LTS Legionovia Legionowo - Dominika Kuczyńska - KS Pałac Bydgoszcz - Joanna Szeszko |
| Sezon 2011/2012 | |
| - II trener Uładzimir Wiarciełka - Agata Durajczyk - KPSK Stal Mielec - Dominika Sieradzan - ASPTT Miluza - Lucie Mühlsteinová - Tauron MKS Dąbrowa Górnicza - Jelena Kowalenko - Urałoczka Jekaterynburg - Ksienija Sizowa - Urałoczka Jekaterynburg - Anna Łozowska - TPS Rumia | - II trener Szymon Zejer - Anna Klimakowa-Beskowa - Tiumień - Daiana Mureșan - - Anca Martin - - Magdalena Mazurek - KS Pałac Bydgoszcz - Magdalena Saad - Atom Trefl Sopot - Edyta Rzenno - Armatura Eliteski UE Kraków - Katarzyna Możdżeń - ŁKS Łódź |
| Sezon 2010/2011 | |
| - Dominika Kuczyńska - Centrostal Bydgoszcz - Edyta Rzenno - Trefl Sopot - Aleksandra Kruk - Trefl Sopot - Katarzyna Możdżeń - Jedynka Aleksandrów Łódzki - Ewa Cabajewska - przed samym rozpoczęciem rozgrywek, po 3 letniej przerwie - Daiana Mureșan - Metal Gałacz - Anca Martin - bez klubu - Anna Klimakowa-Beskowa - Urałoczka Jekaterinburg - Channon Thompson - University of Trinidad and Tobago - Sinead Jack - University of Trinidad and Tobago | - Ilona Gierak - Stal Mielec - Paulina Gajewska - VC Shirvan - Natalija Zemcowa - Sandeco EC Wybrzeże TPS Rumia - Katarzyna Wysocka - kontuzja - Marta Wójcik - przerwa - Weseła Bonczewa Baku VK - Agnieszka Starzyk - Sandeco EC Wybrzeże TPS Rumia - Alena Biernatowicz - Mincznka Mińsk |
| Sezon 2009/2010 | |
| - Katarzyna Wysocka - MKS Dąbrowa Górnicza - Małgorzata Cieśla - MKS Dąbrowa Górnicza - Magdalena Godos - Calisia Kalisz - Agnieszka Starzyk - Gwardia Wrocław - Natalija Zemcowa - Gedania Żukowo - Paulina Gajewska - AZS AWF Warszawa - Małgorzata Właszczuk - BTPS Białystok - Weseła Bonczewa - Lewski Siconco Sofia - Alena Biernatowicz - Mincznka Mińsk                                                                                              | - Agata Karczmarzewska-Pura - MKS Dąbrowa Górnicza - Katarzyna Walawender - MKS Dąbrowa Górnicza - Izabela Żebrowska - Muszynianka Muszyna - Dominika Koczorowska - Budowlani Łódź - Marlena Mieszała - Stal Mielec - Lucie Muhlsteinova - Olimpiakos Pireus - Anna Manikowska - koniec kariery - Katarina Truchanova |
| Sezon 2008/2009 | |
| - Agata Karczmarzewska-Pura - Muszynianka Muszyna - Marlena Mieszała - Muszynianka Muszyna - Izabela Żebrowska - Winiary Kalisz - Anna Manikowska - PTPS Piła - Lucie Muhlsteinova - VK Doprastav Bratysława - Katarina Truchanova - VK Doprastav Bratysława | - Alena Hiendziel - PTPS Piła - Tatiana Hardzejewa - Centrostal Bydgoszcz - Justyna Sachmacińska - Piast Szczecin - Emilia Sekutowska - AZS KSZO Ostrowiec Świętokrzyski - Dorota Wierkin - Nike Ostrołęka - Marta Wrzesińska - LTS Legionovia Legionowo - Wolha Palczeuska - Minczanka Mińsk - Olga Leżenkina |
| Sezon 2007/2008 | |
| - Katarzyna Walawender - AZS KSZO Ostrowiec Świętokrzyski - Ilona Gierak - Czarni Węgrów - Tatiana Hardzeyeva - Minczanka Mińsk - Olga Leżankina - Dorota Wierkin - Marta Wrzesińska | - Marta Pluta - Centrostal Bydgoszcz - Sylwia Pycia - Muszynianka Muszyna - Karolina Kosek - Wisła Kraków - Elżbieta Skowrońska - Gedania Gdańsk - Kinga Baran - Budowlani Łódź - Iwona Gosko - Nike Ostrołęka |
| Sezon 2006/2007 | |
| - Dominika Koczorowska - AZS AWF Poznań - Sylwia Pycia - AZS AWF Poznań - Elżbieta Nykiel - AZS AWF Poznań - Marta Pluta - Calisia Kalisz - Karolina Kosek - BKS Stal Bielsko-Biała - Magdalena Saad - Dalin Myślenice - Kinga Baran - Skra Bełchatów - Emilia Sekutowska - SMS PZPS Sosnowiec - Alena Hiendziel - Sławianka Mińsk - Wolha Palczeuska - Sławianka Mińsk                                                                                      | |